# صندلی‌بازی

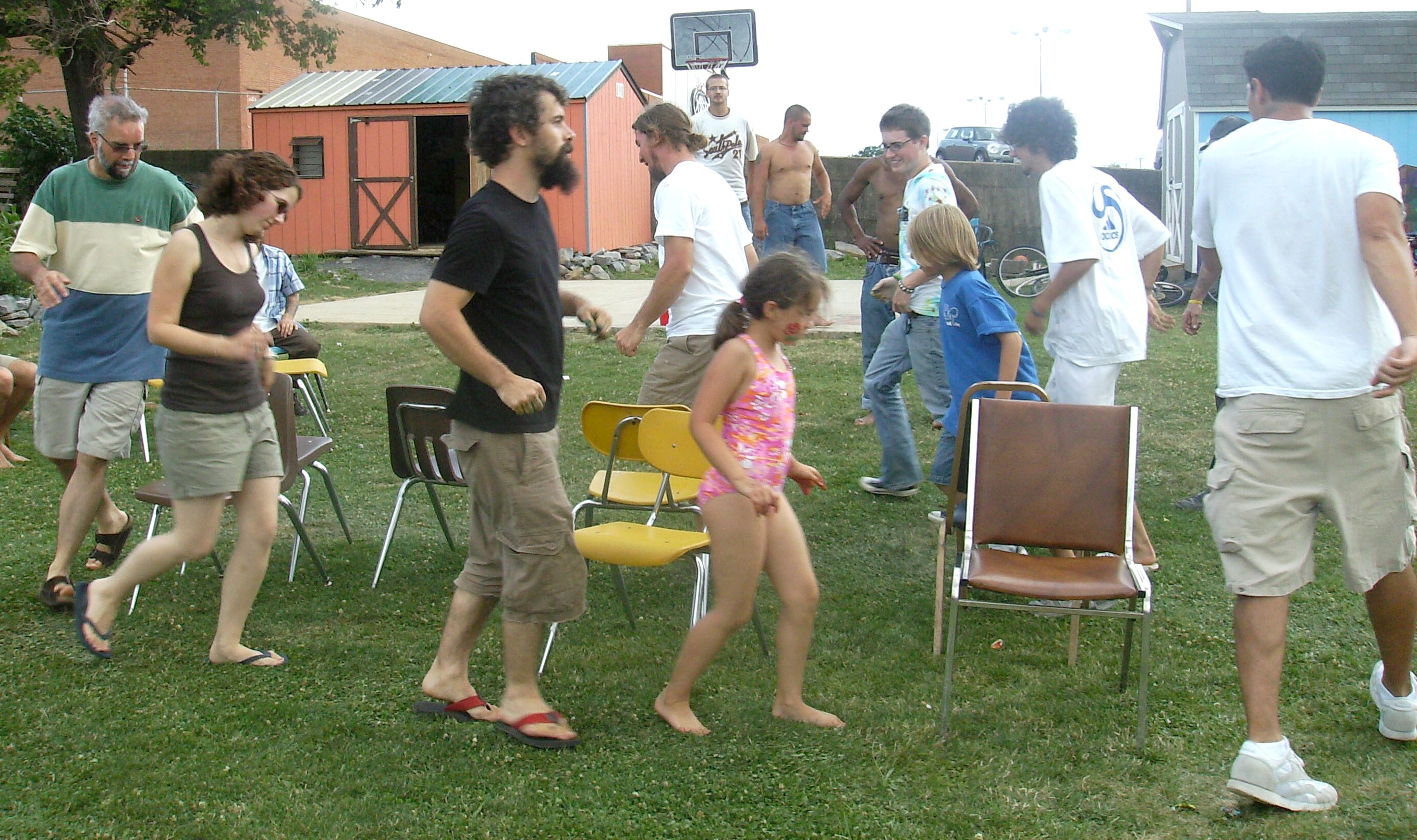
صندلی بازی در یک مهمانی

صندلی بازی یک بازی گروهی است که معمولاً توسط کودکان در مهمانی‌ها و جشن تولد بازی می‌شود. بازی با هر تعداد بازیکن و صندلی‌هایی به تعداد یکی کمتر از بازیکن‌ها آغاز می‌شود. صندلی‌ها در کنار هم چیده می‌شوند. اگر فضا کافی باشد صندلی‌ها را به شکل دایره یا هر منحنی بسته می‌چینند به‌طوری که به طرف بیرون قرار بگیرند. بازیکنان دور صندلی‌ها حلقه زده و می‌ایستند. یک نفر که در بازی شرکت نمی‌کند آهنگی را پخش می‌کند. هنگامی که آهنگ پخش می‌شود بازیکنان به ردیف دور صندلی‌ها راه می‌روند یا می‌دوند.
هنگامی که پخش کنندهٔ آهنگ ناگهان موسیقی را قطع می‌کند، همه بازیکنان باید فوراً در رقابت با یکدیگر روی یکی از صندلی‌ها بنشینند. چون تعداد صندلی‌ها یک عدد کمتر از تعداد افراد است، در هر دور یک نفر بدون صندلی می‌ماند و می‌سوزد و از بازی بیرون می‌رود. یکی از صندلی‌ها نیز از بازی بیرون گذاشته می‌شود و دور بعد با پخش آهنگ ادامه می‌یابد.
بازیکنی که تا آخرین دور بازی نسوزد، برنده نهایی است.
این بازی گونه‌های مختلف دارد و گونه‌ای از آن غیررقابتی است.در گونه غیررقابتی آن، در ابتدا به تعداد بازیکنان صندلی وجود دارد و با هر بار پخش موسیقی، یک صندلی توسط داور کم می‌شود، اما بازیکنان باید به همدیگر کمک کنند تا همه روی تعداد صندلی‌های باقی‌مانده بنشینند. این بازی آن‌قدر ادامه می‌یابد که به یک صندلی می‌رسد و کار، به جای نشستن ممکن است به ایستادن و دست همدیگر را گرفتن ختم شود، که در اینجا رفاقت، جای رقابت را می‌گیرد. 
همچنین صطلاح صندلی بازی در معناهای تشبیهی نیز به کار می‌رود.